# Charles Edward Boutwood
Charles Edward Boutwood, né à Luton en 1860 et mort en 1937 à Polperro, est un peintre anglais de la fin du XIXe siècle et du début du XXe.

## Biographie

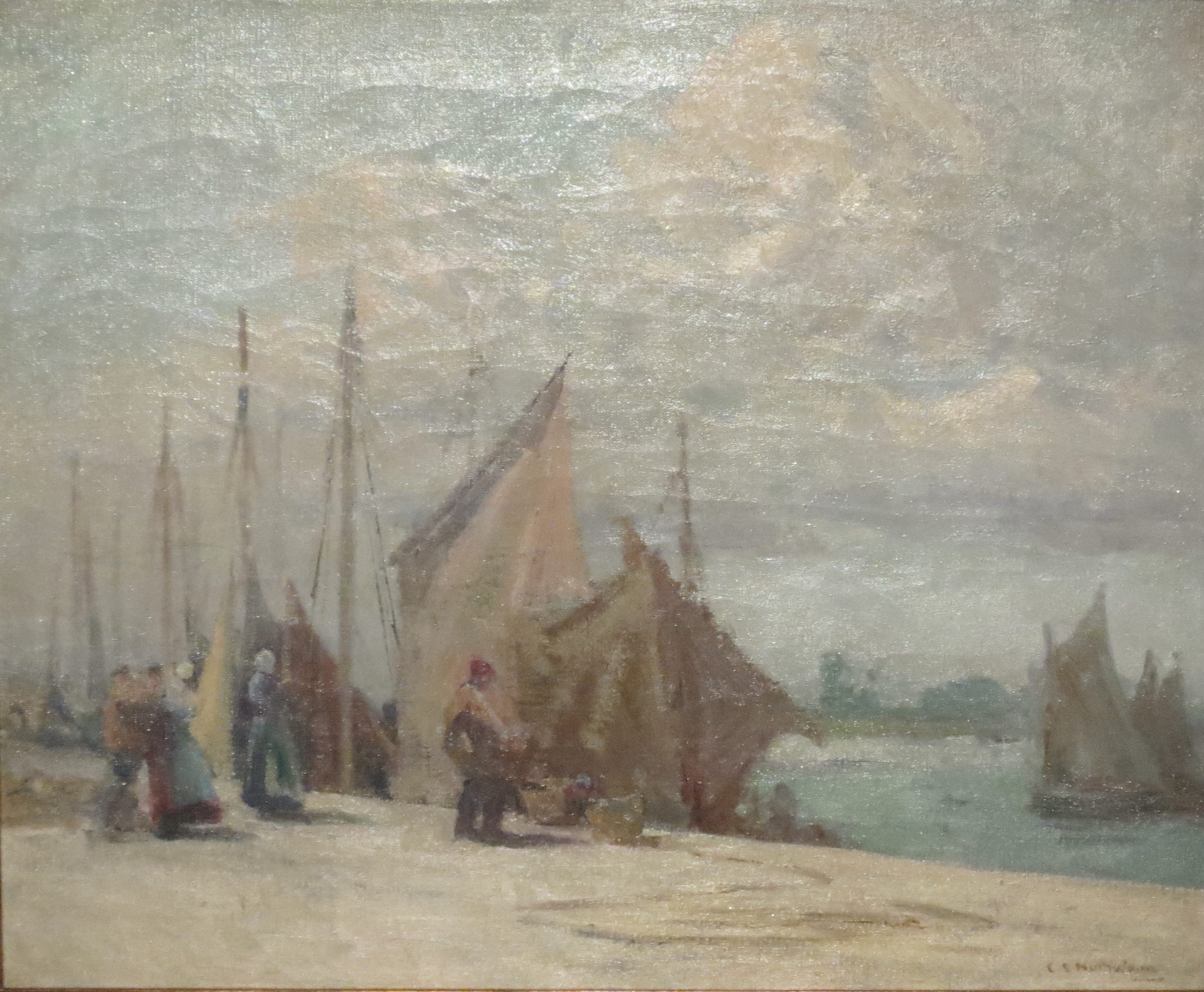
Coastal Scene with figures dit aussi Sur le quai, vers 1913.

Charles Edward Boutwood naît en 1860 à Luton, dans le Bedfordshire, en Angleterre.
Il étudie à la Royal Academy de Londres puis à Paris.
Au début des années 1880, il visite pour la première fois le village côtier de Polperro avec le peintre Herbert E. Butler, et à la fin de la décennie, ils épousent 2 sœurs, Thirza et Sophia Pond, originaires de ce village.
Il expose plusieurs tableaux réalisés à Polperro à l'exposition de la Royal Academy de 1885.
En 1888, à Chicago, il participe à l'exposition annuelle inaugurale d'artistes américains de l'Art Institute et aide à fonder la Chicago Society of Artists, dont il est le premier président. Il expose régulièrement à l'Art Institute ainsi que dans d'autres expositions locales, dont la Society of Western Artists et la Artists ’Guild. Il est récompensé de nombreux prix.
Il peint des paysages en Angleterre, en France et sur la côte du Massachusetts, des œuvres figuratives, des scènes de genre et des portraits, dont l'un est présenté à l'Exposition universelle de 1893 de Chicago. Il réalise des aquarelles et des huiles, et il illustre des livres, au milieu des années 1890.
Il enseigne pendant 25 ans à l'Art Institute. Entre 1889 et 1898 environ, lui et son collègue John Vanderpoel (en) donnent des cours de dessin à Saint-Joseph (Michigan), à Oregon (Illinois) et à Burlington et Delavan dans le Wisconsin.
Au début du XXe siècle, il diversifie ses activités. Il s'installe dans la banlieue d'Hinsdale (Illinois), et devient actif dans la domaine du golf, invente une balle de golf pour laquelle il obtient un brevet en 1902 et fonde une entreprise de fabrication d'articles de sport. Il enseigne le dessin à main levée à l'Institute of Technology Armour, en 1911.
Il voyage fréquemment pour trouver des sujets pour ses peintures. Entre 1913 et 1915, il vit à Trépied, à la villa Bramdeam, allée des Frênes, proche de la colonie artistique d'Étaples peignant le port d'Étaples, la Canche et des scènes paysannes impressionnistes bien accueillies à Chicago. Il retourne régulièrement en Angleterre et en 1916, il démissionne de la faculté de l’Institut d’art pour retourner définitivement à Polperro, où il meurt en 1937.

## Collections publiques
- Étaples, musée Quentovic : Coastal Scene with figures dit aussi Sur le quai, huile sur toile, vers 1913[3]